# Renata Basta
Renata Walentyna Basta (ur. 14 lutego 1948 w Tucholi) – polska polityk, posłanka na Sejm IV kadencji.

## Życiorys
Ukończyła Państwowe Zaoczne Studium Oświaty i Kultury Dorosłych w Warszawie. W latach 1998–2001 zasiadała w sejmiku kujawsko-pomorskim. W 1999 została członkiem Sojuszu Lewicy Demokratycznej.
W wyborach parlamentarnych w 2001 uzyskała mandat poselski z listy SLD-UP w okręgu bydgoskim. W wyborach parlamentarnych w 2005 nie ubiegała się o reelekcję, rok później z ramienia lokalnego komitetu bezskutecznie kandydowała do rady powiatu tucholskiego.
Do 2010 sprawowała funkcję dyrektora Tucholskiego Ośrodka Kultury w Tucholi, wcześniej zajmowała to stanowisko od 1973 do 2001. Następnie przeszła na emeryturę. W 2010 kandydowała do sejmiku kujawsko-pomorskiego z listy komitetu Lewica (koalicji SDPL, PL i UL), który nie osiągnął progu wyborczego, a w 2014 ubiegała się o mandat radnej powiatu.
W 2001 otrzymała Krzyż Kawalerski Orderu Odrodzenia Polski.